# Languria mozardi
Languria mozardi är en skalbaggsart som beskrevs av Pierre André Latreille. Languria mozardi ingår i släktet Languria och familjen Languriidae. Inga underarter finns listade i Catalogue of Life.

## Bildgalleri

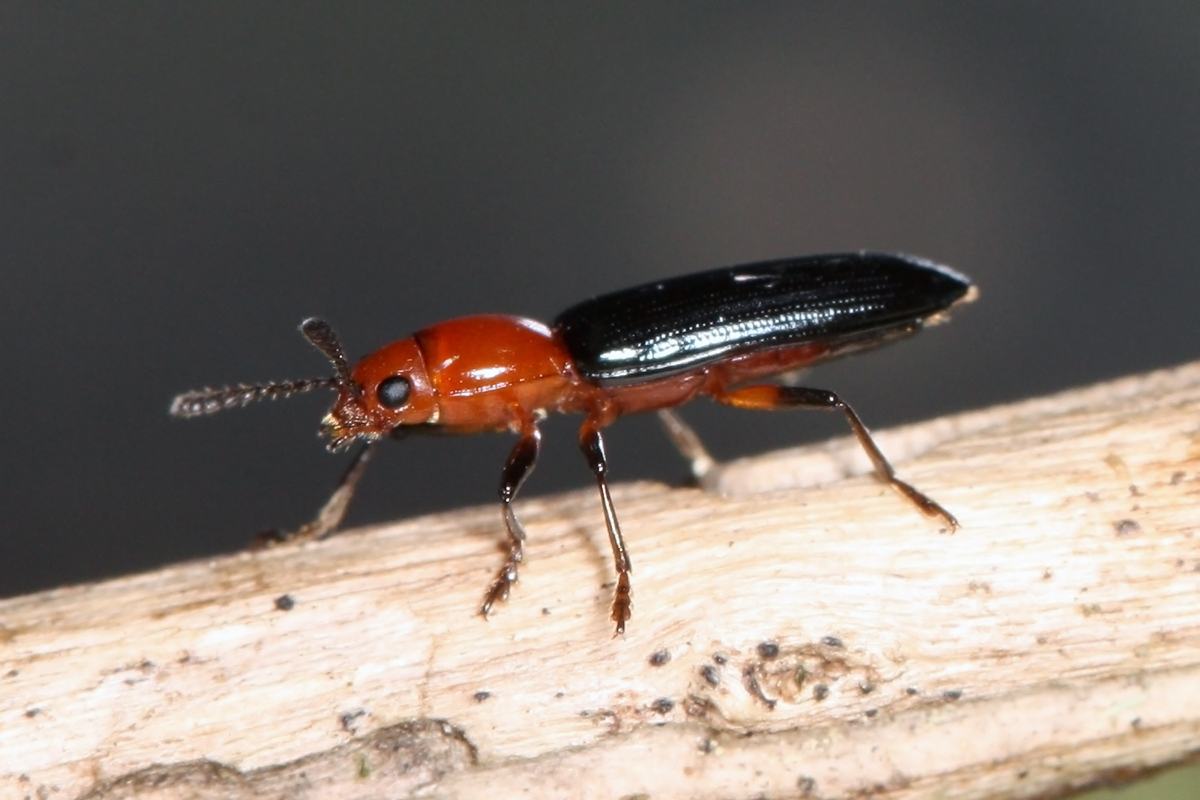